# Videnskabsetisk komité
National Videnskabsetisk Komité er en uafhængig myndighed under Sundheds- og Ældreministeriet. 
I henhold til Lov om et videnskabsetisk komitésystem og behandling af sundhedsvidenskabelige forskningsprojekter skal alle sundhedsvidenskabelige forskningsprojekter godkendes af en videnskabsetisk komité, før forsøget går i gang.
Den forsøgsansvarlige skal anmelde forskningsprojektet til den regionale komité for det område, hvor den forsøgsansvarlige arbejder.